# Debubregionen
Debubregionen är en region i Eritrea. Den ligger i den centrala delen av landet, 60 km söder om huvudstaden Asmara. Antalet invånare är 1 476 765. Arean är 8 000 kvadratkilometer. Debubregionen gränsar till Gash-Barkaregionen, Maakel och Norra rödahavsregionen. 
Debubregionen delas in i:
- Serayē Āwraja
- Ākale Guzay Āwraja
- Dekemhare Subregion
- Mendefera Subregion
- Senafe Subregion
- Mai-Mne Subregion
- Areza Subregion

Följande samhällen finns i Debubregionen:
- Mendefera
- Adi Keyh
- Dek'emhāre
- Segheneytī